# South Pole
South Pole (2016) je opera českého skladatele Miroslava Srnky. Pojednává o závodu Roalda Amundsena s Robertem Scottem o dobytí jižního pólu. Premiéru měla 31. ledna 2016 v Bavorské státní opeře v Mnichově.
Jeviště je během opery rozděleno na dvě části a souběžně se v nich odehrávají výjevy z Amundsenovy i Scottovy výpravy. Celá scéna je bílá. Pěvci zpívají přes mikroporty.
První inscenaci režíroval Hans Neuenfels. Premiéru dirigoval Kirill Petrenko.

## Obsazení
| Thomas Hampson   | Roald Amundsen      |
| Rolando Villazón | Robert Falcon Scott |

## Ocenění
Opera byla nominována na International Opera Awards v kategorii pro nejlepší světovou premiéru.